# When Silence Is Broken, the Night Is Torn
„When Silence Is Broken, the Night Is Torn” – debiutancki minialbum grupy Eyes Set to Kill wydany 6 lipca 2006 roku i wyprodukowany przez Larry’ego Elyea. Jest to jedyny album na którym słychać Lindsey Vogt jako główny wokal i Alex Torres jako drugą gitarzystkę. Trzy piosenki z tego albumu: „Liar in the Glass”, „Darling” i „Young Blood Spills Tonight” były nagrywane na nowo na debiutancką płytę, Reach w związku z odejściem Lindsey w 2007. Teledyski do piosenek zostały wydane na DVD A Day with Eyes Set to Kill.

## Lista utworów
Źródło.
Oficjalna edycja
1. „Intro/This Love You Breathe” - 5:44
2. „Liar in the Glass” - 3:57
3. „Darling” - 4:00
4. „Cover Me Up” - 3:46
5. „Young Blood Spills Tonight” - 4:38
6. „Bitter Pill” - 4:43
7. „Beauty Through Broken Glass” - 2:34
8. „Pure White Lace” - 4:46
9. „Our Hearts” - 4:31
10. „Keeps Oxygen” - 3:50

Edycja DVD
1. „Intro” - 1:57
2. „This Love You Breathe” - 4:40
3. „Liar in the Glass” - 4:00
4. „Darling” - 4:17
5. „Interlude” - 2:38
6. „Young Blood Spills Tonight” - 4:20
7. „Bitter Pill” - 4:58
8. „Beauty Through Broken Glass” - 2:34
9. „Pure White Lace” - 4:47